# Odynerus fouadi
Odynerus fouadi är en stekelart som beskrevs av Giordani Soika. Odynerus fouadi ingår i släktet lergetingar, och familjen Eumenidae. Inga underarter finns listade i Catalogue of Life.